# كهف زيوس

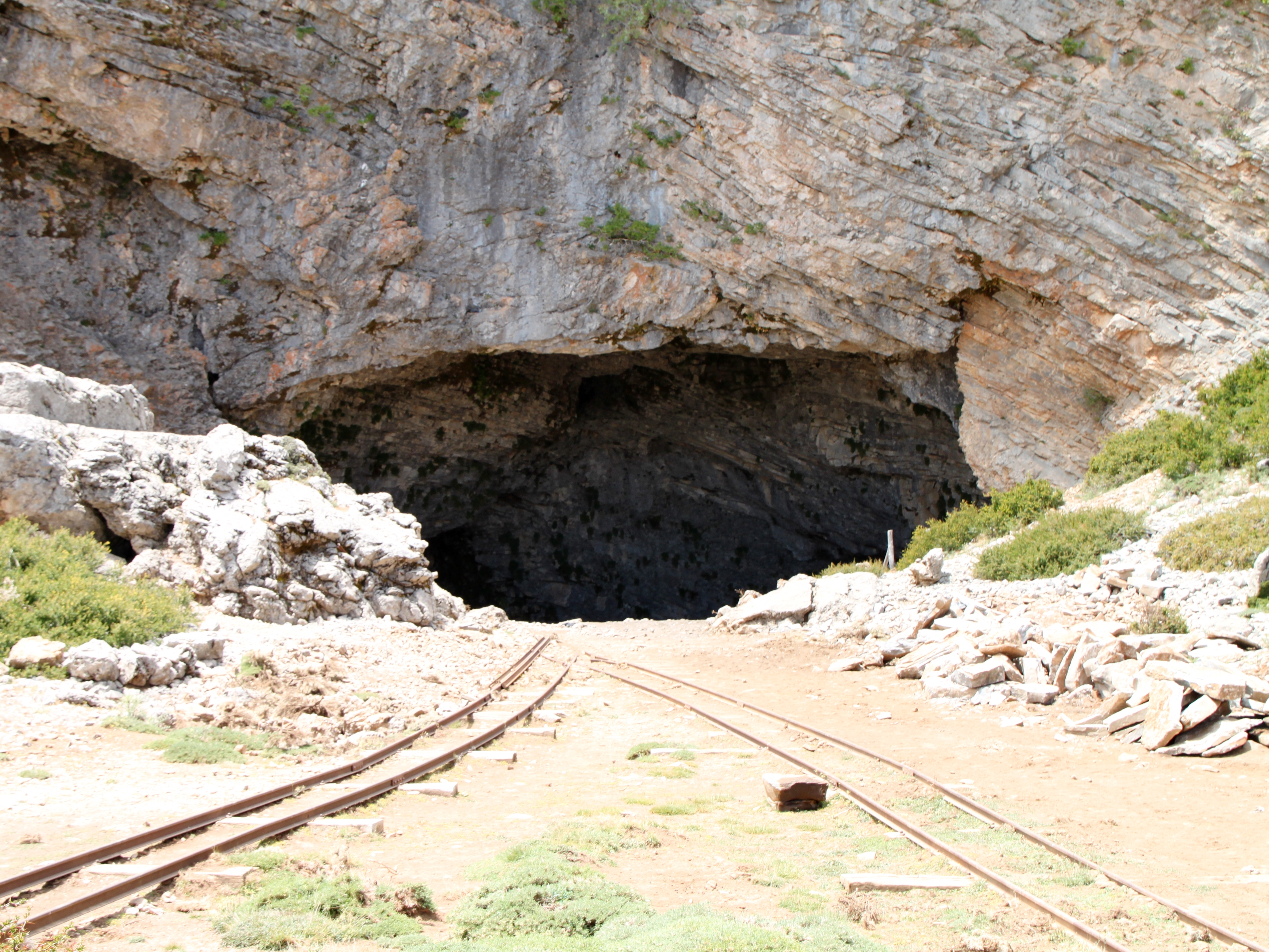
كهف زيوس

كهف زيوس أو إديان (بالإنجليزية: Idean)‏ هو مكان مولد الإله زيوس بحسب الأساطير الإغريقية. ويطلق علي كهف مقدس فوق جبل إيدا بوسط جزيرة كريت. وعثر به علي مقتنيات للميونيين بما فيها الدروع المزخرفة ترجع للقرنين السابع والثامن قبل الميلاد، ويظهر فيها تأثير الفنين الفينيقي والآشوري.